# Лісиця (Мазовецьке воєводство)
Лісиця (пол. Lisica) — село в Польщі, у гміні Гостинін Ґостинінського повіту Мазовецького воєводства. Населення — 37 осіб (2011).
У 1975-1998 роках село належало до Плоцького воєводства.

## Демографія
Демографічна структура станом на 31 березня 2011 року:
|          | Загалом | Допрацездатний вік | Працездатний вік | Постпрацездатний вік |
| -------- | ------- | ------------------ | ---------------- | -------------------- |
| Чоловіки | 17      | 1                  | 14               | 2                    |
| Жінки    | 20      | 4                  | 13               | 3                    |
| Разом    | 37      | 5                  | 27               | 5                    |